# Lifetime (stacja telewizyjna)
Lifetime – kanał telewizyjny należący do A+E Networks, nadający filmy fabularne produkowane na zamówienie, seriale fabularne i dokumentalne produkcje rozrywkowe. Start stacji planowano na grudnia 2014 roku, jednak kanał rozpoczął nadawanie 3 grudnia 2014.
Stacja zakończyła nadawanie w Polsce z dniem 31 maja 2022 roku.

## Programy stacji
Oto lista programów, które są aktualnie emitowane na stacji Lifetime.
1. Powołanie – moja droga do zakonu
2. Porwana: W Poszukiwaniu Sophie Parker
3. Dziecko Rosemary
4. Małżeństwo od pierwszego wejrzenia
5. Bonnie i Clyde
6. Biblia
7. Dance Moms
8. Wikingowie
9. Pojedynek na życie
10. Rosyjskie laleczki
11. Małe kobietki z L.A.
12. Rezydencje gwiazd
13. Inna para biustonoszy
14. Mania chomikowania
15. Teściowe na głowie